# Султановка (Давлекановський район)
Султа́новка (рос. Султановка, башк. Солтан) — присілок у складі Давлекановського району Башкортостану, Росія. Входить до складу Раєвської сільської ради.
Населення — 12 осіб (2010; 17 в 2002).
Національний склад:
- татари — 65 %
- росіяни — 35 %